# ID5
ID5(Industrial Design 5)는 디자인 분야의 선진 5개국 협의체로, 대한민국, 미국, 일본, 중국, 유럽으로 구성된다. 해당 협의체는 2016년 출범하였으며, ID5 웹사이트(https://id-five.org/)를 통해 협력과제의 결과물을 꾸준히 공개하고 있다.
1. ↑  “디자인분야 선진 5개청(ID5) 공식 웹사이트 오픈”. 2025년 6월 4일에 확인함.
2. ↑  “특허청, 디자인 선진 5개국 ID5 협력성과 공개한다!”. 2025년 6월 4일에 확인함.